# Acropyga myops
Acropyga myops es una especie de hormiga del género Acropyga, tribu, Lasiini, orden Hymenoptera. Fue descrita por Forel en 1910.

## Distribución
Se distribuye por Australia.

## Hábitat
Habita en bosques perturbados, selvas tropicales, debajo de piedras y rocas, en troncos de árboles y nidos. Se ha encontrado a elevaciones de 15-860 metros.